# Marcelino Juaristi Mendizábal
Marcelino Juaristi Mendizábal (Azcoitia, 18 de mayo de 1906 - 14 de febrero de 1989), más conocido por el sobrenombre de Atano IV fue un pelotari español de la especialidad de mano.
Marcelino Juaristi fue el cuarto de la saga de los hermanos Atano. Los hermanos Juaristi o los Atanos, como fueron más conocidos, formaron una dinastía de pelotaris de primer orden, ya que seis de ellos fueron pelotaris y otro más se dedicó a la confección de pelotas. El más famoso de ellos fue Mariano, Atano III, por el ser el tercero en debutar de los hermanos, considerado por muchos el mejor pelotari de la historia.  Atano IV y Atano VII, llegaron a ser finalistas del Campeonato de Parejas. Un sobrino de los hermanos Atano, Atano X, hijo de Atano I, llegaría a ser campeón del manomanista.

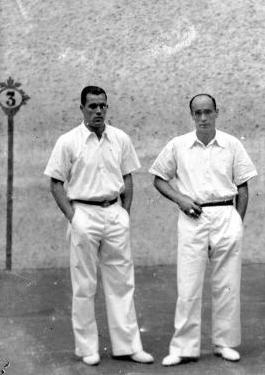
Atano VII (izda.) y su hermano Atano IV (dcha.) jugaron habitualmente como pareja. (1941)

Marcelino nació en 1906 en Azcoitia. Se trataba de un jugador que se destacaba por la gran elegancia de su juego. Sus primeros partidos como profesional datan de 1925, cuando su hermano mayor Atano III se estaba ya convirtiendo en una de las figuras de este deporte.
Atano IV fue un gran especialista de la modalidad de trinquete, modalidad de la pelota vasca típica del País Vasco Francés y con menor tradición al sur de la frontera franco-española. En dicha modalidad Atano IV llegó a competir en igualdad de condiciones con los mejores pelotaris vascofranceses y obtuvo el oficioso título de campeón del mundo de parejas en 1933, junto con Santiago Salegui. En 1934 y 1935 fue subcampeón del mundo en esta misma modalidad.  
Cuando el mundo del trinquete vascofrancés quedó paralizado por la Segunda Guerra Mundial, Atano IV volvió sus ojos a la modalidad de pared izquierda y obtuvo excelentes resultados en la misma. De hecho llegó a proclamarse subcampeón del Campeonato de España de mano parejas en 1945, jugando de pareja con su hermano pequeño Atano VII.
Años más tarde, en 1962, Atano IV ejercería como seleccionador español de la modalidad de trinquete de cara a los Mundiales de Pelota Vasca.

## Finales de mano parejas
| Año  | Campeones                        | Subcampeones         | Tanteo | Frontón |
| ---- | -------------------------------- | -------------------- | ------ | ------- |
| 1945 | Chiquito de Iraeta (1) - Lazcano | Atano VII - Atano IV | 22-17  | Gros    |

(1) Chiquito de Iraeta sustituyó en la final a Onaindía que había jugado el resto del torneo.